# Shecky Greene
Shecky Greene (Chicago, 8 de abril de 1926-Las Vegas, 31 de diciembre de 2023), nacido Fred Sheldon Greenfield, fue un comediante estadounidense, conocido por sus performances en cabarets de Las Vegas, donde fue cabeza de cartel en los años 50 y 60 del siglo XX.

## Carrera artística
Ha participado en varias películas, como Tony Rome, History of the World, Part I o  Splash. En televisión ha sido coprotagonista o estrella invitada en programas como Love, American Style , Combat! (soldado de primera clase Braddock), y también en Laverne & Shirley y Mad About You.